# Томбазис, Яковос
Яковос Томбазис (греч. Ιάκωβος Τομπάζης; 1782 — 1829) — торговец и судовладелец, первый командующий повстанческим флотом в годы Освободительной войны Греции 1821—1829 годов.

## Биография
Яковос Томбазис родился на острове Идра в богатой семье судовладельцев. Вместе с братом с успехом продолжил семейное дело.
В 1818 году, в Константинополе был посвящён в Филики Этерия.
Греческая революция 1821 года сделала этого судовладельца адмиралом. Томбазис отдал революции своё состояние и превратил 4 своих торговых кораблей в «боевые».
В начале восстания он был одним из трех командующих флотами острова Идра. Но 28 апреля, на рейде острова Хиос, Томбазис был провозглашен главнокомандующим флота Идры и адмиралом что, согласно первенству Идры среди греческих островов, негласно означало, что он был командующим греческого флота.
5 мая, флот под командованием Томбазиса захватил в проливе между островом Хиос и Малой Азией 2 турецких корабля. 24 мая, под его командованием флот загнал двухпалубный 74-хпушечный фрегат «Мансурия» в бухту Эреса острова Лесбоса и 27 мая Димитриос Папаниколис взорвал его, используя, впервые в этой войне, брандер.
Далее флот под командованием Томбазиса запер турецкий флот в Дарданеллы и ушел спасать подвергавшееся резне население города Кидониес (Айвалык) на Малоазийском берегу (см.Резня в Кидониесе).
Однако 12 июля 1821 года, в так и не состоявшемся сражении между островами Кос и Нисирос, Томбазис подался панике и поднял сигнал «спасайся, кто может», чем подверг опасности флот. Положение спас командующий флотом острова Псара Николис Апостолис. Следствием этого события стало смещение Томбазиса с поста командующего флотом Идры. Его место занял Миаулис Андреас-Вокос.
Томбазис продолжил своё участие в войне на море.
Английский филэллин Фрэнк Гастингс начал свою службу в Греции на корвете Томбазиса.
На политическом поприще Томбазис представлял остров Идру в Национальном собрании.
Умер Яковос Томбазис в 1829 году, на Идре, и был похоронен с большими почестями.

## Память
- в память Томбазиса был назван корвет «Томбазис» типа «Флауэр», один из четырёх британских корветов класса, переданных в заём Греции во время Второй мировой войны.
- эсминец D-215 класса Gearing, находившийся в составе ВМФ Греции с 1976 по 1999 годы, нес имя «Томбазис».